# Nils Verkooijen
Nils Verkooijen (Haarlem, 12 maart 1997) is een Nederlands acteur. Hij begon in 2004 met acteren. Hij is vooral bekend van zijn rollen in de films Briefgeheim, Achtste-groepers huilen niet en Spijt!

## Filmografie

### Film
| Jaar | Film                                     | Rol                   |
| ---- | ---------------------------------------- | --------------------- |
| 2004 | Engel en Broer                           | Broer                 |
| 2005 | Het paard van Sinterklaas                | Nils                  |
| 2006 | Worst                                    | Jongetje              |
| 2007 | De Bug                                   | Max                   |
| 2007 | Waar is het paard van Sinterklaas?       | Joris                 |
| 2009 | Juli                                     | Mick                  |
| 2010 | Briefgeheim                              | Thomas                |
| 2010 | Dik Trom                                 | Viktor                |
| 2011 | Collins Kosmos                           | Robin                 |
| 2011 | New Kids Nitro                           | Sarcastische jongen   |
| 2012 | Achtste-groepers huilen niet             | Joep                  |
| 2013 | Bobby en de geestenjagers                | Bobby                 |
| 2013 | Spijt!                                   | Justin                |
| 2013 | Bro's Before Ho's                        | Jongen die film huurt |
| 2013 | 20 leugens, 4 ouders en een scharrelei   | Dylan DeLahaye        |
| 2014 | Oorlogsgeheimen                          | Leo                   |
| 2014 | Dansen op de vulkaan                     | Maarten               |
| 2015 | Michiel de Ruyter                        | Engel de Ruyter       |
| 2015 | Het verhaal achter Baron 1898 (Efteling) | Jochem                |
| 2016 | Knielen op een bed violen                | Tom                   |
| 2017 | Storm: Letters van Vuur                  | dorpeling             |
| 2017 | Ron Goossens, Low Budget Stuntman        | zichzelf              |
| 2017 | De terugkeer van de wespendief           | Max                   |
| 2020 | Berlin Alexanderplatz                    | Berta                 |
| 2022 | Met mes                                  | Laurens               |

### Televisie
| Jaar         | Serie                      | Rol                         |
| ------------ | -------------------------- | --------------------------- |
| 2005         | Storm                      | Tom                         |
| 2006/2007    | Van Speijk                 | Billiebob Brouwers          |
| 2005/2008    | Keyzer & De Boer Advocaten | Tom Lommen                  |
| 2008         | S1NGLE                     | Jongen                      |
| 2010/2011    | Verborgen Verhalen         | Bart (2010) / Jayden (2011) |
| 2011         | Seinpost Den Haag          | Rudi Maasdijk               |
| 2011         | Hoe overleef ik?           | Danny                       |
| 2012         | Moordvrouw                 | Jannes Beijker              |
| 2012 - heden | De vloer op jr.            | Diverse rollen              |
| 2013         | Flikken Maastricht         | Overvaller op motor         |
| 2014         | In Den Gulden Draeck       | Hendrik Pieterse            |
| 2014         | Moordvrouw                 | Hein                        |
| 2014         | Vrolijke kerst             | Thomas Vrolijk              |
| 2015 - 2016  | Zwarte Tulp                | Robbie Schaeffer            |
| 2016         | Weemoedt                   | Ricky Manders               |
| 2017         | Suspects                   | Robbie Hoogland             |
| 2018         | Zomer in Zeeland           | Jeroen                      |
| 2018         | Flikken Rotterdam          | Bendelid                    |
| 2024         | BODEM                      | Bliksem                     |
| 2024         | De Joodse Raad             | Emil Wertheim               |
| 2024         | Hein                       | Karel Mulder                |
| 2025         | LOL: Last One Laughing     | Zichzelf (deelnemer)        |